# Carlo Marenco di Moriondo
Carlo Marenco di Moriondo (Torino, 12 ottobre 1915 – Oceano Atlantico, 9 gennaio 1941) è stato un militare e marinaio italiano, che come sottotenente di vascello della Regia Marina, imbarcato sul sommergibile oceanico Glauco, operò nell'Oceano Atlantico durante la seconda guerra mondiale. Ferito nel corso di un combattimento in superficie contro in piroscafo nemico, continuò a dirigere il tiro del cannone fino a quando una forte ondata lo travolse trascinandolo via tra i flutti. Per il coraggio dimostrato in questo frangente venne decorato di Medaglia d'oro al valor militare alla memoria.

## Biografia
Nacque a Torino il 12 ottobre 1915, figlio dell'ammiraglio di squadra Alberto e di Eva Rigoletti. Nel 1933 entrò nella Regia Accademia Navale di Livorno, uscendone nel giugno 1938, al termine dei regolari corsi, con la nomina a guardiamarina. Il suo primo imbarco fu sull'incrociatore pesante Trento, passando successivamente sulla nave coloniale Eritrea, di stanza in Mar Rosso, sulla quale conseguì la promozione a sottotenente di vascello nell'ottobre 1939. Trasferito presso una squadriglia di MAS, nel gennaio 1940 si imbarcò sul sommergibile Argo. Alla vigilia dell'entrata in guerra del Regno d'Italia, passò a operare sul sommergibile oceanico Glauco. Con lo scoppio delle ostilità, avvenuto il 10 giugno, la sua unità operò nel Mediterraneo occidentale ed egli, il 26 dello stesso mese, venne insignito di una Croce di guerra al valor militare per il coraggio dimostrato nell'attacco col cannone al piroscafo inglese Baron Erskine (3.657 tsl).
Il 9 gennaio 1941 il battello impegnò combattimento nelle acque dell'Oceano Atlantico, sostenendo un violento duello d'artiglieria con un piroscafo nemico, armato con armi di calibro superiore. Assunta personalmente la direzione del tiro del cannone da 100/47 Mod. 1931, fu dapprima ferito da alcune schegge e poi travolto da una forte ondata, quando ormai le sue forze erano allo stremo, scomparendo in mare. Alla sua memoria venne decretata la concessione della Medaglia d'oro al valor militare.

### Annotazioni
1. ↑  Cavaliere dell'Ordine militare di Savoia, due Medaglie d'argento e una di bronzo al valor militare.

### Fonti
1. ↑  Alberini, Prosperini 2016, p. 329.
2. 1 2 3 4  Marina Difesa.
3. ↑  Hogg, Wiper 2004, p. 2.
4. 1 2  Giorgierini 2002, p. 239.
5. ↑  Giorgierini 2002, p. 471.